# Grumman XF5F Skyrocket
Il Grumman XF5F Skyrocket era un aereo da caccia imbarcato, bimotore monoplano ad ala bassa sviluppato dall'azienda aeronautica statunitense Grumman Aircraft Engineering Corporation nei tardi anni trenta e rimasto allo stadio di prototipo.
Caratterizzato da un aspetto anticonvenzionale, con la parte anteriore della fusoliera che non superava il bordo d'attacco alare, e da alcune caratteristiche tecniche interessanti, pure prestando servizio nella United States Navy, la marina militare statunitense, non superò mai la fase dei test rimanendo l'unico esemplare realizzato.

## Storia del progetto
Nel 1938, Grumman presentò una proposta alla U.S. Navy per un nuovo modello bimotore destinato ad operare dalle proprie unità navali, una soluzione tecnica che mai prima di allora era stata considerata per un velivolo che decollasse dal ponte di una portaerei. Il progetto fu relativo ad un caccia dal peso contenuto, sotto le 10 000 lb (4 536 kg) di peso massimo al decollo, ed equipaggiato con una coppia di motori radiali Wright R-1820 da 1 200 hp ciascuno in due versioni differenti, uno con l'albero motore che girava in senso orario e l'altro in senso antiorario, accorgimento che permetteva di annullare gli effetti di coppia del motore, con l'obiettivo di raggiungere ottimi valori di velocità in volo livellato e in velocità variometrica.
L'aspetto finale fu di un velivolo monoplano ad ala bassa caratterizzato da una fusoliera corta che iniziava ben dopo il bordo d'attacco alare, da un impennaggio bideriva caratterizzato da un piano orizzontale che collegava i due elementi verticali con un sensibile angolo di diedro positivo. Il carrello d'atterraggio, un triciclo convenzionale era completamente retraibile, sia nei due elementi principali che nel ruotino di coda.

## Impiego operativo

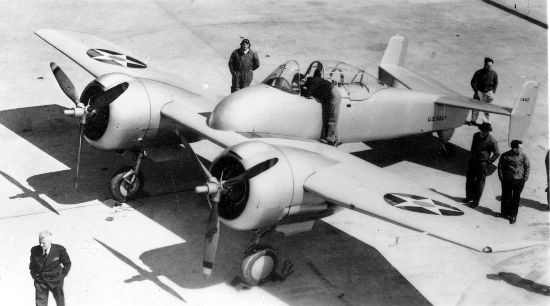
Grumman XF5F-1 Skyrocket c. 1940

Il prototipo venne portato in volo per la prima volta il 1º aprile 1940. Le prime prove in volo evidenziarono dei problemi di raffreddamento ai motori che vennero risolti modificando i condotti dell'impianto di raffreddamento del circuito di lubrificazione. In seguito vennero effettuate una serie di modifiche al modello, tra cui la riduzione dell'altezza del cupolino, la dotazione delle armi di bordo, passata dal cannone automatico a quattro mitragliatrici calibro 0.5 in (12,7 mm), l'installazione di gondole motore di nuovo disegno, l'aggiunta di ogive aerodinamiche sul mozzo delle eliche e una modifica alla fusoliera che la allungava anteriormente facendola sorpassare il bordo d'attacco alare. Questa serie di modifiche vennero completate il 15 luglio 1941.
Selden A. "Connie" Converse, il pilota collaudatore della Grumman, dichiarò: "Le qualità di volo espresse dall'XF5F-1 erano complessivamente buone. La soluzione delle eliche controrotanti era una piacevole caratteristica che virtualmente eliminava gli effetti del momento torcente al decollo... le prestazioni a motore singolo erano buone, le forze esercitate dai timoni tendono ad essere forti nel volo a motore singolo. L'uscita dalla vite era positiva, ma la forza che andava esercitata sugli equilibratori per il recupero era insolitamente alta. Tutte le acrobazie erano facilmente eseguibili e, naturalmente, la visibilità anteriore era eccellente." Nel 1941 piloti della US Navy testarono l'XF5F-1 nelle sue capacità di disimpegno nei confronti di Supermarine Spitfire, Hawker Hurricane, Curtiss P-40 Warhawk, Bell P-39 Airacobra, Bell XFL Airabonita, Vought XF4U Corsair, Grumman F4F Wildcat e Brewster F2A Buffalo.
Il capitano di corvetta (LCDR) Crommelin, responsabile del test, dichiarò in una lettera del 1985 indirizzata a George Skurla, l'allora presidente della Grumman, "per esempio, io ricordo il test con l'XF5F contro l'XF4U sulla salita ai 10 000 ft di quota. Io mi sono allontanato (letteralmente "pulled away", strappato via) dal Corsair così velocemente che ho pensato che avesse un problema al motore. L'F5F era il sogno della carriera di ogni pilota, visto che le eliche rotanti nel senso opposto hanno eliminato tutta la coppia ed non c'era un grande motore davanti a impedire la visuale quando ci si guardava intorno per vedere l'LSO (landing signal officer) ... Le analisi di tutti i dati favorivano definitivamente l'F5F, con lo Spitfire posizionato a distanza al secondo posto. ..."
Ulteriori modifiche si resero necessarie dopo ulteriori prove in volo che non furono completate prima del 15 gennaio 1942. Nel frattempo la Grumman iniziò a lavorare su un progetto di un caccia imbarcato bimotore più avanzato, l'XF7F-1, e gli ulteriori test con l'XF5F-1 vennero sfruttati per lo sviluppo del modello più recente. Il prototipo ha continuato ad essere utilizzato in vari test, anche se afflitto da vari problemi al carrello di atterraggio, fino a quando non è stato radiato dalla lista degli aerei attivi dopo che l'11 dicembre 1944 atterrò sulla pancia.

## Utilizzatori
Stati Uniti
United States Navy